# Solitude Aeturnus
Solitude Aeturnus é uma banda americana de doom metal formada em 1987.

## Integrantes
Atuais
- John Perez – guitarra (1987–presente)
- Robert Lowe – vocal (1988–presente)
- Steve Moseley – guitarra (2004–presente), baixo (1998–2004)
- James Martin – baixo (2005–presenet)
- Steve Nichols – bateria, percussão (2005–presente)

Antigos
- Chris Hardin – baixo (1987–1989)
- Tom Martinez – guitarra (1987–1989)
- Kris Gabehardt – vocal (1987–1988)
- Brad Kane – bateria, percussão (1987–1988)
- Lyle Steadham – baixo (1989–1996)
- John Covington – bateria, percussão (1990–2005)
- Edgar Rivera – guitarra (1990–1998)
- Kurt Joye – baixo (2004–2005)

Músicos de estúdio
- Teri Pritchard – baixo (1997)
- David Header – bateria, percussão (2005)

## Discografia

### Álbuns
- Into the Depths of Sorrow (1991) (relançado e expandido pela Massacre records em novembro de 2006)
- Beyond the Crimson Horizon (1992) (relançado e expandido pela Massacre records novembro de 2006)
- Through the Darkest Hour (1994)
- Downfall (1996)
- Adagio (1998)
- Alone (2006)

### Outros lançamentos
- Justice for All... (demo, 1988)
- Demo 89 (1989)
- Days of Doom (1994) (VHS)
- Hour of Despair (DVD, 2007)
- In Times of Solitude (coletânea, 2011)